# Brimfield (Massachusetts)
Pour les articles homonymes, voir Brimfield (homonymie).
Brimfield est une ville du comté de Hampden dans le  Massachusetts aux États-Unis.